# Вики, Жан
Жан Вики (фр. Jean Wicki, 18 июня 1933, Сиерре, Вале — 11 июня 2023, Унтеренгстринген, кантон Цюрих) — швейцарский бобслеист, пилот, выступавший за сборную Швейцарии в конце 1960-х — начале 1970-х годов. Участник двух зимних Олимпийских игр, бронзовый призёр Гренобля, обладатель золотой и бронзовой медалей Саппоро, чемпион Европы.

## Биография
Жан Вики родился 18 июня 1933 года в городе Сиерре, кантон Вале. С ранних лет увлёкся спортом, позже заинтересовался бобслеем и прошёл отбор в национальную сборную Швейцарии, присоединившись к ней в качестве пилота. В 1968 году на чемпионате Европы в Санкт-Морице, выступая в программе четырёхместных экипажей, завоевал золотую медаль.
Благодаря этой победе Вики удостоился права защищать честь страны на Олимпийских играх в Гренобле, там в зачёте двоек он финишировал лишь девятым, зато на четвёрке сумел добраться до третьей позиции, получив бронзу. В 1972 году занял третье место в двойках на чемпионате Европы. На Игры в Саппоро отправился вместе с командой, куда также вошли разгоняющие Эди Хубахер, Ханс Лойтенеггер и Вернер Камихель, — двойка после тяжёлой борьбы пришла третьей, а четвёрка наголову опередила всех соперников и прочно обосновалась на первом месте уже после первых попыток. Как результат, в медальную копилку Вики добавилось олимпийское золото.
На тот момент ему было уже 39 лет, поэтому вскоре после этих соревнований он принял решение завершить карьеру профессионального спортсмена, уступив место молодым швейцарским пилотам, в особенности перспективному Эриху Шереру, который покажет выдающиеся результаты на следующих Олимпиадах. Примечательно, что Жан Вики, будучи довольно успешным бобслеистом, ни разу не занимал подиум чемпионатов мира, а на европейских первенствах попал в число призёров лишь два раза.
Скончался 11 июня 2023 года.